# Campionato africano maschile di pallacanestro 2009
Il 25º Campionato Africano Maschile di Pallacanestro FIBA (noto anche come FIBA AfroBasket 2009) si è svolto in Libia dal 5 al 15 agosto 2009.
I Campionati africani maschili di pallacanestro sono una manifestazione biennale tra le squadre nazionali del continente, organizzata dalla FIBA Africa.

## Squadre partecipanti
| Girone A - Nigeria - Costa d'Avorio - Libia - Sudafrica | Girone B - Angola - Mali - Egitto - Mozambico | Girone C - Senegal - Camerun - Rep. Centrafricana - Rep. del Congo | Girone D - Tunisia - Marocco - Ruanda - Capo Verde |

## Sedi delle partite
| Gruppo | Città   | Impianto                  |
| ------ | ------- | ------------------------- |
| A - B  | Bengasi | Suliman Ad-Dharrath Arena |
| C - D  | Tripoli | African Union Arena       |

## Prima fase a gruppi

### Gruppo A
| Squadra        | G | V | P | PF  | PS  | Dif  | Pt |
| -------------- | - | - | - | --- | --- | ---- | -- |
| Nigeria        | 3 | 3 | 0 | 287 | 214 | +73  | 6  |
| Costa d'Avorio | 3 | 2 | 1 | 251 | 214 | +37  | 5  |
| Libia          | 3 | 1 | 2 | 233 | 242 | -9   | 4  |
| Sudafrica      | 3 | 0 | 3 | 178 | 279 | -101 | 3  |

| 5 agosto 2009  |           |       |
| Costa d'Avorio | Nigeria   | 84–94 |
| Libia          | Sudafrica | 88–72 |
| 6 agosto 2009  |           |       |
| Sudafrica      | Nigeria   | 49–97 |
| Costa d'Avorio | Libia     | 73–64 |
| 7 agosto 2009  |           |       |
| Costa d'Avorio | Sudafrica | 94–57 |
| Libia          | Nigeria   | 81–97 |

### Gruppo B
| Squadra   | G | V | P | PF  | PS  | Dif | Pt |
| --------- | - | - | - | --- | --- | --- | -- |
| Angola    | 3 | 3 | 0 | 251 | 193 | +58 | 6  |
| Mali      | 3 | 2 | 1 | 208 | 180 | +28 | 5  |
| Egitto    | 3 | 1 | 2 | 188 | 208 | -20 | 4  |
| Mozambico | 3 | 0 | 3 | 166 | 232 | -66 | 3  |

| 5 agosto 2009  |           |       |
| Mozambico      | Egitto    | 62–72 |
| Angola         | Mali      | 79–74 |
| 6 agosto 2009  |           |       |
| Mali           | Mozambico | 67–54 |
| Egitto         | Angola    | 69–79 |
| 7 agosto 2009  |           |       |
| Egitto         | Mali      | 47–67 |
| Costa d'Avorio | Mali      | 65–63 |

### Gruppo C
| Squadra            | G | V | P | PF  | PS  | Dif | Pt |
| ------------------ | - | - | - | --- | --- | --- | -- |
| Senegal            | 3 | 3 | 0 | 244 | 202 | +42 | 6  |
| Camerun            | 3 | 2 | 1 | 214 | 192 | +22 | 5  |
| Rep. Centrafricana | 3 | 1 | 2 | 251 | 222 | +29 | 4  |
| Rep. del Congo     | 3 | 0 | 3 | 185 | 278 | -93 | 3  |

| 5 agosto 2009      |                    |        |
| Senegal            | Rep. del Congo     | 95–68  |
| Camerun            | Rep. Centrafricana | 79–69  |
| 6 agosto 2009      |                    |        |
| Rep. Centrafricana | Senegal            | 69–82  |
| Rep. del Congo     | Camerun            | 56–70' |
| 7 agosto 2009      |                    |        |
| Rep. del Congo     | Rep. Centrafricana | 61–113 |
| Camerun            | Senegal            | 65–67  |

### Gruppo D
| Squadra    | G | V | P | PF  | PS  | Dif | Pt | S.dir |
| ---------- | - | - | - | --- | --- | --- | -- | ----- |
| Tunisia    | 3 | 2 | 1 | 224 | 207 | +17 | 5  | 1-0   |
| Marocco    | 3 | 2 | 1 | 250 | 265 | -15 | 5  | 0-1   |
| Ruanda     | 3 | 1 | 2 | 218 | 226 | -8  | 4  | 1-0   |
| Capo Verde | 3 | 1 | 2 | 221 | 215 | +6  | 4  | 0-1   |

| 5 agosto 2009 |            |       |
| Capo Verde    | Tunisia    | 71–52 |
| Marocco       | Ruanda     | 85–84 |
| 6 agosto 2009 |            |       |
| Ruanda        | Capo Verde | 77–67 |
| Tunisia       | Marocco    | 98–79 |
| 7 agosto 2009 |            |       |
| Capo Verde    | Marocco    | 83–86 |
| Ruanda        | Tunisia    | 57–74 |

## Fase ad eliminazione diretta
|  | Quarti di finale   | Quarti di finale |         |         | Semifinali                | Semifinali                |  |  | Finale | Finale |
|  |                    |                  |         |         |                           |                           |  |  |        |        |
|  |                    |                  |         |         |                           |                           |  |  |        |        |
|  |                    |                  |         |         |                           |                           |  |  |        |        |
|  | Angola             | 84               |         |         |                           |                           |  |  |        |        |
|  | Angola             | 84               |         |         |                           |                           |  |  |        |        |
|  | Rep. Centrafricana | 63               |         |         |                           |                           |  |  |        |        |
|  | Rep. Centrafricana | 63               | Angola  | 79      |                           |                           |  |  |        |        |
|  |                    |                  | Angola  | 79      |                           |                           |  |  |        |        |
|  |                    | Tunisia          | 69      |         |                           |                           |  |  |        |        |
|  | Mali               | Tunisia          | 69      | 73      |                           |                           |  |  |        |        |
|  | Mali               |                  |         | 73      |                           |                           |  |  |        |        |
|  | Tunisia            | 74               |         |         |                           |                           |  |  |        |        |
|  | Tunisia            | 74               | Angola  | 82      |                           |                           |  |  |        |        |
|  |                    |                  | Angola  | 82      |                           |                           |  |  |        |        |
|  |                    | Costa d'Avorio   | 72      |         |                           |                           |  |  |        |        |
|  | Nigeria            | Costa d'Avorio   | 72      | 80      |                           |                           |  |  |        |        |
|  | Nigeria            |                  |         | 80      |                           |                           |  |  |        |        |
|  | Camerun            | 84               |         |         |                           |                           |  |  |        |        |
|  | Camerun            | 84               | Camerun | 61      | Finale per il terzo posto | Finale per il terzo posto |  |  |        |        |
|  |                    |                  | Camerun | 61      | Finale per il terzo posto | Finale per il terzo posto |  |  |        |        |
|  |                    | Costa d'Avorio   | 68      |         |                           |                           |  |  |        |        |
|  | Costa d'Avorio     | Costa d'Avorio   | 68      | 84      | Tunisia                   | 83                        |  |  |        |        |
|  | Costa d'Avorio     |                  |         | 84      | Tunisia                   | 83                        |  |  |        |        |
|  | Senegal            | 78               |         | Camerun | 68                        |                           |  |  |        |        |
|  | Senegal            | 78               |         |         | 68                        |                           |  |  |        |        |
|  |                    |                  |         |         |                           |                           |  |  |        |        |
|  |                    |                  |         |         |                           |                           |  |  |        |        |

### Dal 5º all'8º posto
|  | Torneo di Qualificazione | Torneo di Qualificazione | Torneo di Qualificazione |         |                    | Quinto Posto       | Quinto Posto  | Quinto Posto  |  |
|  |                          |                          |                          |         |                    |                    |               |               |  |
|  | Rep. Centrafricana       | Rep. Centrafricana       | 80                       |         |                    |                    |               |               |  |
|  | Rep. Centrafricana       | Rep. Centrafricana       | 80                       |         |                    |                    |               |               |  |
|  | Mali                     | Mali                     | 74                       |         |                    |                    |               |               |  |
|  | Mali                     | Mali                     | 74                       |         | Rep. Centrafricana | Rep. Centrafricana | 71            |               |  |
|  |                          |                          |                          |         | Rep. Centrafricana | Rep. Centrafricana | 71            |               |  |
|  |                          |                          | Nigeria                  | Nigeria | 80                 |                    |               |               |  |
|  | Nigeria                  | Nigeria                  | Nigeria                  | Nigeria | 80                 | 76                 |               |               |  |
|  | Nigeria                  | Nigeria                  |                          |         |                    | 76                 |               |               |  |
|  | Senegal                  | Senegal                  | 58                       |         |                    | Settimo Posto      | Settimo Posto | Settimo Posto |  |
|  | Senegal                  | Senegal                  | 58                       |         |                    |                    |               |               |  |
|  |                          |                          |                          |         |                    |                    |               |               |  |
|  |                          |                          |                          |         |                    | Mali               | Mali          | 63            |  |
|  |                          |                          |                          |         |                    | Mali               | Mali          | 63            |  |
|  |                          |                          |                          |         |                    | Senegal            | Senegal       | 74            |  |

### Dal 9º al 12º posto
|  | Torneo di Qualificazione | Torneo di Qualificazione | Torneo di Qualificazione |        |        | Nono Posto       | Nono Posto       | Nono Posto       |  |
|  |                          |                          |                          |        |        |                  |                  |                  |  |
|  | Marocco                  | Marocco                  | 62                       |        |        |                  |                  |                  |  |
|  | Marocco                  | Marocco                  | 62                       |        |        |                  |                  |                  |  |
|  | Egitto                   | Egitto                   | 88                       |        |        |                  |                  |                  |  |
|  | Egitto                   | Egitto                   | 88                       |        | Egitto | Egitto           | 75               |                  |  |
|  |                          |                          |                          |        | Egitto | Egitto           | 75               |                  |  |
|  |                          |                          | Ruanda                   | Ruanda | 78     |                  |                  |                  |  |
|  | Libia                    | Libia                    | Ruanda                   | Ruanda | 78     | 77               |                  |                  |  |
|  | Libia                    | Libia                    |                          |        |        | 77               |                  |                  |  |
|  | Ruanda                   | Ruanda                   | 80                       |        |        | Dodicesimo Posto | Dodicesimo Posto | Dodicesimo Posto |  |
|  | Ruanda                   | Ruanda                   | 80                       |        |        |                  |                  |                  |  |
|  |                          |                          |                          |        |        |                  |                  |                  |  |
|  |                          |                          |                          |        |        | Marocco          | Marocco          | 76               |  |
|  |                          |                          |                          |        |        | Marocco          | Marocco          | 76               |  |
|  |                          |                          |                          |        |        | Libia            | Libia            | 80               |  |

### Dal 13º al 16º posto
|  | Torneo di Qualificazione | Torneo di Qualificazione | Torneo di Qualificazione |            |           | Tredicesimo Posto  | Tredicesimo Posto  | Tredicesimo Posto  |  |
|  |                          |                          |                          |            |           |                    |                    |                    |  |
|  | Sudafrica                | Sudafrica                | 67                       |            |           |                    |                    |                    |  |
|  | Sudafrica                | Sudafrica                | 67                       |            |           |                    |                    |                    |  |
|  | Mozambico                | Mozambico                | 69                       |            |           |                    |                    |                    |  |
|  | Mozambico                | Mozambico                | 69                       |            | Mozambico | Mozambico          | 61                 |                    |  |
|  |                          |                          |                          |            | Mozambico | Mozambico          | 61                 |                    |  |
|  |                          |                          | Capo Verde               | Capo Verde | 94        |                    |                    |                    |  |
|  | Rep. del Congo           | Rep. del Congo           | Capo Verde               | Capo Verde | 94        | 63                 |                    |                    |  |
|  | Rep. del Congo           | Rep. del Congo           |                          |            |           | 63                 |                    |                    |  |
|  | Capo Verde               | Capo Verde               | 100                      |            |           | Quindicesimo Posto | Quindicesimo Posto | Quindicesimo Posto |  |
|  | Capo Verde               | Capo Verde               | 100                      |            |           |                    |                    |                    |  |
|  |                          |                          |                          |            |           |                    |                    |                    |  |
|  |                          |                          |                          |            |           | Sudafrica          | Sudafrica          | 81                 |  |
|  |                          |                          |                          |            |           | Sudafrica          | Sudafrica          | 81                 |  |
|  |                          |                          |                          |            |           | Rep. del Congo     | Rep. del Congo     | 65                 |  |

## Classifica finale
| Campione d'Africa | Campione d'Africa                           | Campione d'Africa | Campione d'Africa |
| --- | ------------------------------------------- | ----------------- | --- |
| Angola Qualificata ai Mondiali 2010 Angola4 Cipriano, 5 A. Costa, 6 Morais, 7 Bonifácio, 8 L. Costa, 9 Paulo, 10 Gomes, 11 Quimbamba, 12 Ambrósio, 13 Almeida, 14 Abraão, 15 Mingas, All. Luís Magalhães |                                             |                   | |
| Pos. | Squadra                                     | V/P               | Formazione |
| | Costa d'Avorio Qualificata ai Mondiali 2010 | 5-4               | Costa d'Avorio4 Amagou, 5 Craven, 6 Abouo, 7 Soumahoro, 8 Konaté, 9 Diabaté, 10 N'Diaye, 11 Aka, 12 Kalé, 13 Tapé, 14 Meité, 15 Koné, All. Randoald Dessarzin                                           |
| | Tunisia Qualificata ai Mondiali 2010        | 6-3               | Tunisia4 Ghyaza, 5 Lahmar, 6 Knioua, 7 Dhifallah, 8 Kechrid, 9 Hdidane, 10 Maoua, 11 Ben Romdhane, 12 Hedidane, 13 Rzig, 14 Braa, 15 Mejri, All. Adel Tlatli                                            |
| 4. | Camerun                                     | 4-5               | Camerun4 Bayang, 5 Makanda, 6 Bitee, 7 Mekongo, 8 Nana, 9 Ekanga-Ehawa, 10 Bouli, 11 Wangmene, 12 Vounang, 13 Boumtje-Boumtje, 14 Essengué, 15 Aboya, All. Joseph Touomou                               |
| 5. | Nigeria                                     | 7-2               | Nigeria4 Akingbala, 5 Anagonye, 6 Oguchi, 7 Akindele, 8 Efevbehra, 9 Umeh, 10 Akognon, 11 Ere, 12 Ugboaja, 13 Muoneke, 14 Obazuaye, 15 Egemonye, All. John Lucas                                        |
| 6. | Rep. Centrafricana                          | 4-3               | Rep. Centrafricana4 Mokoteemapa, 5 Koundjia, 6 Damachoua, 7 Pehoua, 8 Bomayako, 9 Kossangue, 10 Sato, 11 Zachée, 12 Vivies, 13 Kouguere, 14 Mombollet, 15 Djimrabaye, All. Eugène Pehoua-Pelema         |
| 7. | Senegal                                     | 5-4               | Senegal4 M'Bengue, 5 Pene, 6 Diop, 7 Cissé, 8 Thioune, 9 N'Doye, 10 Mendy, 11 Faye, 12 Ndong, 13 Coly, 14 Sow, 15 Badiane, All. Abdou N'Diaye                                                           |
| 8. | Mali                                        | 4-5               | Mali4 Niakaté, 5 Sy, 6 Keita, 7 Diallo, 8 Coulibaly, 9 Chelle, 10 Traoré, 11 Samake, 12 Diop, 13 Ouattara, 14 Diakité, 15 Diarra, All. Hugues Occansey                                                  |
| 9. | Ruanda                                      | 5-3               | Ruanda4 Kabange, 5 Rutayisire, 6 Kayijuka, 7 Buzangu, 8 Nkusi, 9 Rukundo, 10 Ruhezamihigo, 11 Thomson, 12 Gasana, 13 Mugabo, 14 Miller, 15 Bradley, All. Većeslav Kavedžija                             |
| 10. | Egitto                                      | 2-6               | Egitto4 Shahin, 5 Meshaal, 6 Gunady, 7 Badr, 8 Darwish, 9 Fanan, 10 Essam, 11 Kamal, 12 el-Gendi, 13 Korshid, 14 Ibrahim, 15 Adly Ahmed Rashed, All. Željko Zečević                                     |
| 11. | Libia                                       | 3-5               | Libia4 Elhamali, 5 Youssef, 6 Mrsal, 7 Salem, 8 Abulkhir, 9 Matrud, 10 Shamak, 12 Yagoub, 13 Youssef Ben Elhaj, 14 Dawo, 15 Belgasem, All. Kevin Nickelberry                                            |
| 12. | Marocco                                     | 3-5               | Marocco4 Najah, 5 Rhalimi, 6 Rafai, 7 El Masbahi, 8 Bourouis, 9 Dahmani, 10 Laanani, 11 Zouita, 12 Houari Bassim, 13 Naji, 14 Hachad, 15 Idrissi, All. Francis Jordane                                  |
| 13. | Capo Verde                                  | 3-2               | Capo Verde4 Xavier, 5 Cipriano, 6 I. Almeida, 7 Mendoça, 8 Correia, 9 J. Almeida, 10 Houtman, 11 Lima, 12 Neves, 13 De Pina, 14 Andrade Faty, 15 Mascarenhas, All. Alex Nwora                           |
| 14. | Mozambico                                   | 1-4               | Mozambico4 Mandlate, 5 Matos, 6 Barros, 7 Quicimusso, 8 Novela, 9 da Costa Cossa, 10 Canivete, 11 Muchate, 12 Magoliço, 13 Bispo, 14 Adam, 15 Muianga, All. Carlos Alberto Niquice                      |
| 15. | Sudafrica                                   | 1-4               | Sudafrica4 Denyssen, 5 Dlamini, 6 Nthuping, 7 Mazibuko, 8 Motaung, 9 Kgwedi, 10 Gabriel, 11 Sibankulu, 12 Mothiba, 13 Kalombo, 14 Nephawe, 15 Letsebe, All. Mlungisi Ngwenya                            |
| 16. | Rep. del Congo                              | 0-5               | Rep. del Congo4 Ndinga, 5 Moukimou, 6 Koumba, 7 Boukinda Dibessa, 8 Assoua-Wande, 9 Etou, 10 Elenga, 11 Kondzy, 12 N'Sangou N'Gampo, 13 Pandi-Koumba, 14 Okobo Itoua, 15 Silas Djio, All. Maxime Mbochi |